# Åse Wentzel
Åse Carola Wentzel Larsen, född Åse Carola Helmersen den 2 januari 1924 i Trondheim, död den 30 augusti 2009, var en norsk sångare.
Wentzel hade stor framgång med norska schlagermelodier, gjorde talrika skivinspelningar och turnerade bland annat i Sverige. Wentzel hade också en mindre roll i tv-filmen Lykkeland (1984), om Ernst och Tutta Rolf.

## Diskografi (urval)
Singlar
- 1949 – "Minner fra Hawaii" (med Reidar Andresen)
- 1950 – "Lille Frøken Paris" / "Flamingo"
- 1951 – "Jeg har forelsket meg" / "Stemningsmelodien"
- 1951 – "Et lite kyss i porten" / "Tennessee Waltz"
- 1951 – "Domino"
- 1953 – "Vaya con Dios" (med Thor Raymond)
- 1953 – "Du-du-du" / "Sangen fra Moulin Rouge"
- 1955 – "Ro-Ro Robinson" / "Bli med i jolla mi"
- 1955 – "Syng og le" / "Sydhavssprøyt"
- 1958 – "Byssan lille blues" (med Magni Wentzel)
- 1962 – "Elisabeth Serenade" / "Det lille hvite lysthus"
- 1962 – "Midnattstango" / "Hvite roser fra Athen" (med Jan Høiland)

Samlingsalbum
- 2004 – Syng